# 玻璃的十代
《玻璃的十代》（日語：ガラスの十代），是日本男子偶像團體光GENJI的第2張單曲和他們其中一首代表作。1987年11月26日發行。
發售後總共六個星期多的Oricon單曲週榜和《The Best Ten》的冠軍，連續兩個月成為Oricon單曲月榜冠軍，年度銷量為67.3萬張，是1988年日本單曲銷量第2位，第1位的《銀河天堂》和第3位的《鑽石颱風》也是光GENJI的作品，實現單曲年榜前三位的壟斷。
獲得日本金唱片大賞的年度單曲賞。

## 收錄曲目
1. 玻璃的十代（ガラスの十代）
作詞、作曲：飛鳥涼；編曲：佐藤準
2. Graduation
作詞：飛鳥涼；作曲：CHAGE；編曲：佐藤準